# Sol y Lluvia
Sol y Lluvia est un groupe de rock chilien, originaire de San Joaquín. Il est formé en 1978 par les frères Amaro et Charles Labra.

## Biographie

### Origines
Les membres du groupe ne se sont pas rencontrés à l'origine dans la scène musicale. En 1975, les frères Labra s'installent dans un atelier de sérigraphie, situé dans le quartier de San Joaquín. Dans ce lieu, dans lequel travaillaient une vingtaine d'employés, Charles et Amaro Labra commencent à faire de la musique pendant leur temps libre, inspirés par ce qu'ils appellent « la révolution de l'espoir. »
D'abord baptisés Antu Auka (soleil rebelle), les frères se politisent musicalement. Ils s'inspirent du mouvement Nueva Canción Chilena, et de la répression menée au Chili par le gouvernement militaire arrivé au pouvoir. Amaro Labra était étudiant en affaires à l’Université du Chili, et a assumé la voix du groupe et la composition des premières chansons. 
En 1978, le groupe se rebaptise Sol y Lluvia, et commence progressivement à augmenter la fréquence de ses concerts, en particulier dans les domaines liés à l'opposition au régime, tels que les clubs, les centres populaires et les événements universitaires. Ce choix signifie qu'ils devaient faire face à plusieurs reprises à la répression militaire. Le 11 septembre 1978, les deux frères sont arrêtés par des agents de la sécurité pour avoir jeté des tracts dans la rue, pour lesquels ils sont d’abord détenus, puis surveillés par les services de renseignement.
Deux ans plus tard, le groupe produit sa première cassette, Canto + vida (1980), qu'ils vend personnellement lors de ses concerts, accompagnée d'affiches et de cartes fabriquées dans leur atelier de sérigraphie. Leur liaison avec le mouvement Canto Nuevo leur permet, en 1982, de participer à une semaine de concerts au Café del Cerro, au cours desquels ils enregistrent leur deuxième production, Canto es vida. C'est à ce moment que Sol y Lluvia consolide son parcours. En 1983, Jonny Labra, le frère cadet du duo, est définitivement incorporé à la basse. Désormais en trio, le groupe entame une deuxième étape de son histoire, avec des disques et tournées promotionnelles. La résistance anti-dictature est restée une partie importante de son travail musical.

### Succès
Des morceaux comme Adiós general (une reprise de la chanson Adiós juventud de l’uruguayen Jaime Roos), Un largo tour, Para que nunca más et Armas, vuélvanse a casa, deviennent des hymnes à l'opposition face à la dictature. Lors d'événements universitaires et populaires, le trio répond toujours présent et se distingue par la simplicité et la nature directe et frontale de leur proposition. Des éléments issus de la murga uruguayenne, des rythmes nordiques et du rock classique distinguent clairement Sol et Lluvia des musiciens avec lesquels ils partageaient la scène.
Les paroles font référence à la paix, à la pauvreté, à la famille et à Dieu, se revendiquant publiquement de la même idéologie que le Parti démocrate-chrétien. Les membres de Sol y Lluvia ne deviennent des militants politiques qu'à partir des années 1990, lorsqu'Amaro Labra devient membre du Parti communiste chilien. 
Dans ce contexte, et toujours en marge de l'industrie musicale, ils sortent leur première production studio en tant que trio, A desatar esperanzas, en 1987 (réédité en 1997 en format CD par le label Alerce). En 1988, Sol y Lluvia participe activement contre le référendum constitutionnel d'octobre 1989 dans le pays. Le 6 octobre, au lendemain de la défaite de la dictature, le journal Fortín Mapocho titre : « Au revoir général, au revoir carnaval » sous le titre « Auteur: Le peuple chilien. Interprète: Soleil et pluie. »
Bien qu'à cette période, le groupe part en tournée au Canada. Sur cette base, Sol y Lluvia enregistre un nouvel album live l'année suivante (lors d'un concert au Teatro California), qu'ils baptisent El aire volverá (1989). Cette édition inaugure une série de trois albums live que le groupe lancera les années suivantes : Adiós General, adiós carnaval (1990) est enregistré durant le dernier jour du gouvernement Pinochet, à l'Estadio Santa Laura devant 25 000 personnes.

### Époque contemporaine
Le 14 juin 2013, ils sortent leur album studio Clima humana, au Teatro Caupolicán de Santiago.

## Membres

### Membres actuels
- Amaro Labra - chant, guitare
- Marcelo Concha - quena, zampoña, saxophone, charango, chant
- Harley Labra - batterie
- Joseph Barahona - quena, zampoña, charango, chant
- Benjamín Martín - basse
- Isadora Lobos - trombone
- Carlos Soto - trompette
- Fabián Córdova - guitare électrique

### Anciens membres
- Charles Labra - percussions, chant (1976-2000)
- Patricio Quilodrán - quena, zampoña, charango, chant (1989-2012)
- Jonny Labra - basse (1985-2013)
- Juan Flores - charango
- Jaime Vásquez - saxophone
- Pedro Villagra - saxophone
- Rodrigo Santibañez - quena, zampoña, chant (2013-2014)
- Juan Contreras - trombone (2008-2015)
- Mauricio Rojas - basse (2013-2015)

## Discographie

### Albums studio
- 1980 : Canto + Vida
- 1987 : A desatar esperanzas (indépendant)
- 1988 : + personas (indépendant)
- 1989 : Testimonio de paz (Alerce, la otra música)
- 1993 : Hacia la tierra (Alerce)
- 2000 : La Vida siempre (Alerce)
- 2004 : La Conspiración de la esperanza (Universal)
- 2013 : Clima humana (Mastér Media)

### Albums live
- 1982 : Canto es vida (Autoedición)
- 1989 : El aire volverá (Edición independiente)
- 1990 : Adiós General, adiós carnaval (Edición independiente)
- 1992 : Somos gente de la tierra (Alerce)
- 2005 : Sol y Lluvia vive!!! (Autoedición)
- 2012 : Sol y LLuvia 30 Años en Vivo!!! (Mastér Media)

### Compilations
- 1989 : 19. Festival des politischen Liedes (Amiga)
- 1993 : El sonido de los suburbios (Alerce)
- 1994 : Antología del Canto Nuevo (Alerce)
- 1995 : Canto Nuevo, antología volumen 2 (Alerce)
- 1998 : Tributo a Víctor Jara (Alerce)
- 2006 : Mil voces Gladys (Dicap)

### DVD
- 2005 : Sol y Lluvia vive!!! (enregistré en live les 6 et 7 mai 2005, Estadio Víctor Jara, Chile)
- 2005 : Allende: El sueño existe. DVD
- 2013 : Canto para no Olvidar (FeriaMix)